# Steinway Mansion
La Steinway Mansion (aussi appelée Steinway House) est une demeure historique située sur une colline à Astoria, New York. Elle a été bâtie en 1858 et fut occupée par William Steinway au début des années 1870. Elle a été inscrite au Registre national des lieux historiques en 1983.
La Steinway Mansion est une grande demeure de style italien. Elle est construite en granite et possède une section centrale en forme de T de deux étages avec un toit à pignon couvert en ardoise. Elle dispose d'une bibliothèque semi-circulaire dans une aile et possède également une tour de quatre étages surmontée d'une balustrade et d'une coupole orthogonale. Le porche d'entrée est soutenu par quatre colonnes d'ordre corinthien en fonte.